# Zenon från Sidon
Zenon från Sidon, född ca. 150 f.Kr. i Sayda, Fenicien, död ca. 75 f.Kr. i Aten, var en matematiker, filosof och anhängare av epikurismen. Han var lärjunge till Apollodoros, och föreståndare för Epikuros trädgård mellan ca. 100 och 75 f.Kr. Både Cicero och Diogenes Laertios beskriver honom som en produktiv författare. Bland de kvarvarande papyrusen från Villa dei Papyri i Herculaneum finns ett "Sammandrag om uppträdande och karaktär" från föreläsningar av Zenon, skrivet av Filodemos. Det innehåller essäerna Om att tala fritt (De libertate dicendi, Περὶ παρρησίας),  och Om Vrede (De ira, Περὶ ὀργῆς).
Han kallades ibland för den "ledande epikurén" (coryphaeus epicureorum). Han levde samtida med Cicero, som hörde honom i Aten. och hävdar att Zenon var föraktfull gentemot andra filosofer och till och med kallade Sokrates för "scurram atticum" ("den attiska narren"). Både Cicero och Diogenes Laertios beskriver Zenon som en saklig och polerad tänkare.
Zenon ansåg att lycka inte endast är beroende av nuvarande behag och välgångar, utan även av en rimlig förväntan på deras bestånd. 
Zenon studerade även matematikens filosofi utifrån att all kunskap kommer från erfarenheten. Han kritiserade Euklides och försökte visa att härledningar från geometrins fundamentala principer (ἀρχαί) inte kan bevisas i sig själva:
[Vissa] godtar principerna, men förnekar att de propositioner som kommer efter principerna kan visas med mindre än att de innehåller något som inte finns i principerna. Denna motsättning följdes av Zenon från Sidon som hörde till Epikuros skola och som Poseidonios skrivit en hel bok mot.